# لكلالشة (أحمر لڭلالشة)
لكلالشة هي إحدى مشيخات المملكة المغربية، تتبع جغرافيا لإقليم تارودانت وإداريًا لأحمر لڭلالشة. يقدر عدد سكانها بـ 13845 نسمة حسب الإحصاء الرسمي للسكان والسكنى لسنة 2004.